# 1988 في العراق
فيما يلي قوائم الأحداث التي وقعت خلال عام 1988 في العراق.
17 نيسان معركة تحرير الفاو

## سياسة

### تعيين في المنصب
- 1 يناير – منذر الشاوي وزير التعليم العالي والبحث العلمي.

## رياضة
- 1 يناير – العراق في الألعاب الأولمبية الصيفية 1988

## برامج ومسلسلات وأنمي
- نادية

## مواليد

### يناير
- 9 يناير – محمد قابل لاعب كرة قدم عراقي.
- 10 يناير – أمير صباح لاعب كرة قدم عراقي.[1]
- 19 يناير – بيشراو عزيزي لاعب كرة قدم سويدي.[2]
- 21 يناير – غزوان جاسم مقدم برامج تلفزيونية.

### مارس
- 11 مارس – هلكورد ملا محمد لاعب كرة قدم عراقي.

### مايو
- 27 مايو – ياسر عبد المحسن لاعب كرة قدم عراقي.[3]

### يونيو
- 2 يونيو – سما ديزايي مقدمة تلفزيونية عراقية.
- 25 يونيو – أسامة علي لاعب كرة قدم عراقي.

### سبتمبر
- 9 سبتمبر – أبراهيم كامل لاعب كرة قدم عراقي.[4]

## وفيات

### ديسمبر
- 15 ديسمبر – عبد المجيد القصاب (مواليد 1907)

## . 31 مارس— عدنان عبد الله العزبة الدليمي (مواليد 1942) معاون مدير كلية الشرطة العراقية
1. ↑  "معلومات عن أمير صباح على موقع fbref.com". fbref.com. مؤرشف من الأصل في 2020-10-21.
2. ↑  "معلومات عن بيشراو عزيزي على موقع transfermarkt.com". transfermarkt.com. مؤرشف من الأصل في 2020-11-26.
3. ↑  "معلومات عن ياسر عبد المحسن على موقع transfermarkt.com". transfermarkt.com. مؤرشف من الأصل في 2021-03-01.
4. ↑  "معلومات عن أبراهيم كامل على موقع transfermarkt.com". transfermarkt.com. مؤرشف من الأصل في 2020-11-26.